# Preben Mejer
Preben Mejer (født 10. august 1952 i Aarhus) er oprindelig uddannet boghandler og nu direktør for videnscentret Radr.
Preben Mejer startede i 1983 Danmarks første IBM-forhandler, DanaData, som i 1994 solgtes til TDC. Samme år var han med til at starte TDC Internet hvor han også var direktør i en periode. Fra 1994 udviklingsdirektør i TDC, hverefter han i 2001 forlod TDC og oprettede Innovation Lab.
I 2012 stiftede Preben Mejer Radr, der opsøger og tester teknologiske platforme. Denne viden formidles til private og offentlige virksomheder.
I starten af 2007 var han, sammen med Anne Skare Nielsen og Martin Thorborg, dommer i TV 2 programmet "Danmarks bedste ide".

## Ekstern kilde/henvisning
- Radr.dk
- Profil Arkiveret 28. september 2007 hos  Wayback Machine på Computerworld.dk

|  | Artiklen om Preben Mejer kan blive bedre, hvis der indsættes et (bedre) billede Du kan hjælpe ved at afsøge Wikimedia Commons for et passende billede eller uploade et godt billede til Wikimedia Commons iht. de tilladte licenser og indsætte det i artiklen. |